# Associação Atlética Relações Exteriores
A Associação Atlética Relações Exteriores (AARE), também chamado simplesmente como Relações Exteriores, foi um clube de futebol brasileiro, sediado em Brasília, no Distrito Federal. Esteve em atividade entre 1973 e 1976, com destaque para a campanha no Campeonato Brasiliense de Futebol de 1973, onde foi vice-campeão.
Seu nome vem do fato de ter sido fundada por servidores do Ministério das Relações Exteriores - a escultura Meteoro, que fica em frente a sede do ministério, o Palácio Itamaraty, era o escudo da equipe. Suas cores eram o branco e o verde.

## História

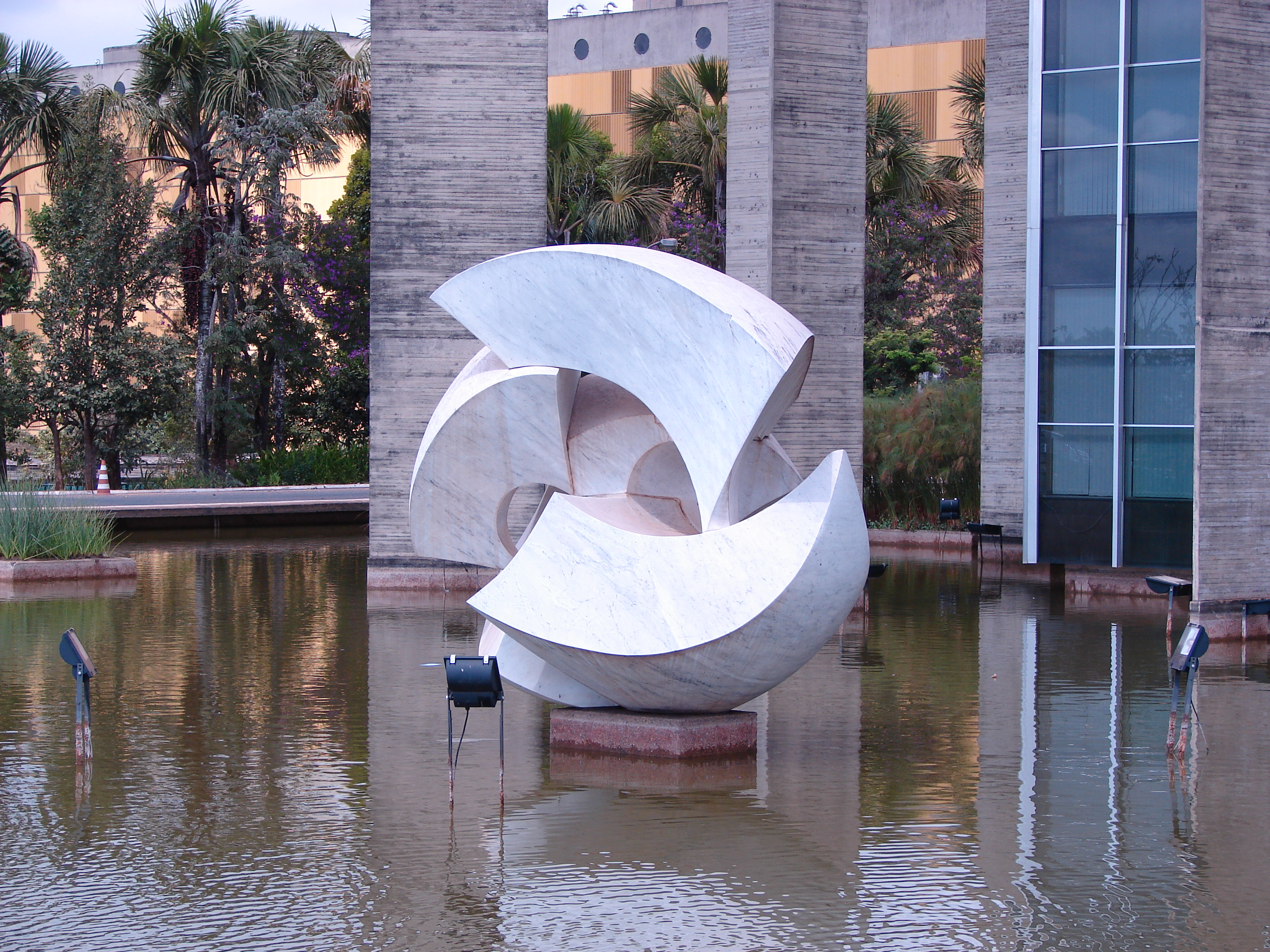
A escultura Meteoro, em frente ao Itamaraty, é representada no escudo da equipe.

### Fundação
Foi fundado em 4 de agosto de 1973 por servidores do Ministério das Relações Exteriores, quando foi escolhida sua primeira diretoria e seu primeiro presidente, Hermínio Affonso. A sede improvisada do clube foi a sala 13 do próprio Palácio Itamaraty. Foram definidas como cores do clube o verde e branco e como escudo a representação da escultura de Bruno Giorgi em frente ao Palácio, "Meteoro". O primeiro uniforme tinha camisas, calções e meiões brancos com detalhes verdes, e o segundo uniforme tinha camisas verdes e calções e meiões brancos.

### Campeonato Brasiliense de 1973
Se filiou a Federação Desportiva de Brasília na Assembléia Geral de 16 de agosto de 1973. Alguns dias depois, no dia 25 de agosto, estreou no primeiro turno do Campeonato Brasiliense de Futebol de 1973, com derrota de 2 a 0 para a equipe do Serviço Gráfico, campeã da edição anterior, no Estádio Pelezão. Na segunda rodada, veio a primeira vitória, vencendo o Jaguar por 2 a 1. Zequinha foi o autor do primeiro gol da história da equipe. Acabou ficando com a sétima colocação entre os dez participantes, vencendo quatro jogos e perdendo cinco com onze gols marcados e treze sofridos. A equipe do CEUB, vice-campeã do campeonato de 1972, venceu aquele turno.
No segundo turno, a então campeã Serviço Gráfico não disputou. Mais uma vez, o CEUB ficou em primeiro, mas a Relações Exteriores surpreendeu a todos, com uma campanha invicta onde venceu sete jogos e empatou um, marcando dezessete gols e levando apenas quatro, chegando em segundo. Pelo regulamento do campeonato, o CEUB teria que enfrentar a Relações Exteriores na final em três partidas.
As duas primeiras partidas da final, nos dias 10 e 17 de fevereiro de 1974, terminaram em empate por 1 a 1. No dia 19 de fevereiro de 1974, porém, acabou derrotada no jogo decisivo no Estádio Pelezão, que terminou com vitória do CEUB por 1 a 0. O CEUB conseguiu o título que não veio em 1972, e a Relações Exteriores perdeu a chance de ser campeão no seu primeiro ano de atividade. Na Seleção do Ano do Distrito Federal de 1973, feita pela imprensa local, três jogadores da Relações Exteriores faziam parte: o goleiro Wilsinho, o zagueiro Grossi e o atacante Humberto.

### Campeonato Brasiliense de 1974
Diferente do ano anterior, desta vez tanto o primeiro turno quando o segundo foram ruins para a Relações Exteriores no Campeonato Brasiliense de 1974. No primeiro turno, entre sete equipes participantes, ficou na quinta posição, empatando dois jogos e perdendo quatro. Um dos jogos foi uma goleada de 8 a 0 sofrida para o Unidos de Sobradinho no Estádio Pelezão, onde a equipe entrou com apenas sete jogadores e perdeu mais um aos 38 minutos de jogo, quando a partida foi interrompida. O turno só não foi pior porque dois clubes acabaram desistindo da disputa, sendo uma delas o Unidos de Sobradinho, permitindo ao clube recuperar os pontos da goleada.
O segundo turno foi um novo vexame, perdendo os quatro jogos que disputou, incluindo uma goleada de 4 a 0 para o CEUB. Mais uma vez, a Relações Exteriores iniciou a partida com apenas oito atletas, levando ao encerramento do jogo aos 40 minutos após a equipe ter ficado com apenas seis jogadores.

### 1975-1976: Quadrangular, o último Brasiliense e o fim do clube
Antes da disputa do Campeonato Brasiliense de 1975, disputou um torneio quadrangular promovido pela Federação, juntamente com as equipes do Canarinho, Guadalajara e Humaitá, onde ficou na terceira colocação, após perder para o Humaitá por 3 a 0, empatar sem gols com o Canarinho e vencer por 6 a 3 o Guadalajara.
Diferente das duas últimas disputas, no Campeonato Brasiliense de 1975 a Relações Exteriores foi bem em ambos os turnos - somando os dois, foi a equipe que fez mais pontos. Entretanto, o campeonato não era de pontos corridos: apenas os primeiros de cada turno chegariam a final, e a Relações Exteriores acabou sendo a segunda colocada em ambos. A final foi disputada pelo CSU e pela Campineira, os primeiros colocados de cada turno. Restou a Relações Exteriores o terceiro lugar, com nove vitórias, três empates e duas derrotas em catorze jogos, tendo marcado 29 gols e sofrido 16.

No ano seguinte, não tendo estrutura para acompanhar o profissionalismo no futebol do Distrito Federal, a equipe foi desativada.

## Referência
1. 1 2 3 4 5 6  «Clubes do Distrito Federal: Associação Atlética Relações Exteriores (Brasília - DF)». Arquivos de Futebol do Brasil. 29 de outubro de 2019